# Armando Picchi
Armando Picchi (ur. 20 czerwca 1935 w Livorno, zm. 27 maja 1971 w San Remo) – włoski piłkarz grający na pozycji obrońcy i trener piłkarski.

## Kariera piłkarska
Urodził się w Livorno i tam rozpoczął karierę w AS Livorno Calcio. Był kapitanem Interu Mediolan, z którym wygrał trzy mistrzostwa Włoch, dwa puchary Europy i dwa Puchary interkontynentalne – wszystkie trofea w latach sześćdziesiątych. Później był trenerem Juventusu. Występował też w SPAL 1907 i A.S. Varese 1910.

### Kapitan „Wielkiego Interu”
W Interze Mediolan zaczynał jako prawy obrońca. W trakcie sezonu 1961/1962, legendarny trener „Nerazzurrich”, Helenio Herrera mianował Picchiego jako libero. W obronie grał razem z innymi wybitnymi obrońcami Interu w tych czasach: Tarcisio Burgnichim i Giacinto Facchettim. Wtedy kapitanem Interu Mediolan był jeszcze Bruno Bolchi.
Po odejściu Bolchiego do Hellas Werony, Picchi został wybrany kapitanem zespołu. Inter w tamtych czasach był nazywany „Wielkim Interem”, dzięki wygraniu dwóch Pucharów Europy oraz trzykrotnym zdobyciu scudetto.
Następnie, w 1967 roku przeniósł się do Varese, gdzie dwa lata później, w wieku 34 lat zakończył sportową karierę.

## Kariera reprezentacyjna
Debiut Armando Picchiego w reprezentacji Włoch miał miejsce w listopadzie w 1964 roku w wygranym przez Włochów 6:1 meczu przeciwko Finlandii, jednak ówczesny trener kadry, Edmondo Fabbri nie zabrał go na Mundial 1966 w Anglii.
Ale pod wodzą Ferruccio Valcareggiego, był regularnie powoływany na mecze eliminacyjne Euro 1968. Jednak uraz miednicy w meczu przeciwko Bułgarii w kwietniu 1968 roku, uniemożliwił mu udział w imprezie i zakończył przygodę Picchiego z Azzurri na 12 występach, bez zdobyczy bramkowej.

## Kariera trenerska
Po zakończeniu kariery piłkarskiej trenował Varese, Livorno i Juventus F.C.
Ale niestety jego krótką karierę trenerską przerwał nowotwór, na który zmarł 27 maja 1971 roku, w wieku niespełna 36 lat.
Stadion, na którym swe mecze rozgrywa Livorno, nazwany jest jego imieniem.

## Osiągnięcia

### Inter Mediolan
- Serie A: 1963, 1965, 1966
- Pucharów Europy: 1964, 1965
- Puchar Interkontynentalny: 1964, 1965